# سايوري ياهاغي
سايوري ياهاغي (矢作紗友里 ياهاغي سايوري) هي مؤدية أصوات يابانية ولدت في 22 سبتمبر 1986 في طوكيو.

## أدوارها في الأنمي

### مسلسلات أنمي تلفزيونية
- غوين ساغا - سوني
- الخادم الأسود - رانماو
- الخادم الأسود 2 - رانماو
- الخادم الأسود Book of Circus - رانماو
- باكومان - كايا ميوشي
- كيشين تايسن جيجانتيك فورميولا - أوتسومي أمانو
- ميري آكلة الأحلام - ميستلتين
- أوكامي-سان و رفاقها السبعة - سوزومي شيتاكيري
- سيكيريه - ميتسوها
- باندورا هارتس - قطة سوداء
- إم إم! - نوا هيراغي
- الخيانة تعرف إسمي - أيا كوريها
- سيكيماتسو أوكالت غاكوين - بونميه-كون
- كروازيه المتاهة الغريبة - كاميل بلانش
- هاياتي نو غوتوكو - إيزومي سيغاوا
- زعيم الشر في المقعد الأخير - يوكيكو
- بوسو رينكين - هاناكا بوسوجيما
- شوغو كارا! - ريما ماشيرو
- شوغو كارا!! دوكي - ريما ماشيرو
- شوغو كارا بارتي! - ريما ماشيرو
- أرشيف دانتاليان - رازييل
- تو لاف-رو - هارُنا سايرنجي
- كيوشيرو و سماء الأبدية - كو شيراتوري
- كارنفال - تسوبامي
- ما وراء الحدود - يوي إينامي
- الملعقة الفضية - أيامي ميناميكوجو
- سورد آرت أونلاين - ساكويا
- طموحات أودا نوبونا - أكيتشي ميتسوهيدي
- سيتوكاي ياكويندومو - سوزو هاغيمورا
- سيتوكاي ياكويندومو * - سوزو هاغيمورا
- الخيانة تعرف إسمي - أيا كوريها
- فصل الاغتيال - مانامي أوكودا
- تنمية عشيقة مبتذلة - ميتشيرو هيودو
- بلاستيك ميموريز - زاك

### أوفا أنمي
- الخادم الأسود Book of Murder - رانماو

## وصلات خارجية
- سايوري ياهاغي على موقع IMDb (الإنجليزية)
- سايوري ياهاغي على موقع ميوزك برينز (الإنجليزية)
- سايوري ياهاغي على موقع قاعدة بيانات الفيلم (الإنجليزية)
- سايوري ياهاغي على موقع ANN person (الإنجليزية)